# Jean Couvreur (journaliste)
Pour les articles homonymes, voir Jean Couvreur et Couvreur (homonymie).
Jean Couvreur, né le 18 août 1903 au Bouscat et mort le 16 juillet 2001 au Bourget, est un journaliste français.
Journaliste au Quotidien et au Matin comme rédacteur aux informations départementales, Jean Couvreur participe à la création du Prix Interallié en 1930, dont le premier lauréat est La Voie royale d'André Malraux. 
Il entre au Monde en 1947. Grand reporter aux informations générales, il couvre les émeutes d'Alès en 1948 et l'intronisation du prince Rainier de Monaco. 
Il prend sa retraite fin 1968. Il publie en 1999 un recueil de poèmes, Horizon fixe (Armand Colin).
Bernard Pivot lui succède au sein du juré de l'Interallié.